# Luca Fersko
Luca Fersko (2 d'abril de 1998, Nova York, Estats Units) és un estilista, model, artista visual i cineasta nord-americà-Italià conegut. Al seu canal de YouTube penja blogs de moda i estilisme d'home. A part de YouTube, també ha guanyat un gran seguiment a Instagram. Luca és una de les estrelles de YouTube més riques i figura a l'estrella de YouTube més popular. Segons algunes webs han fet públic, el valor net de Luca Fersko és d'aproximadament 1,5 milions de dòlars.
El seu primer vídeo de YouTube "cristina" el va penjar al novembre del 2015.
Va fer els seus estudis a partir del disseny de moda de l'institut anomenat Centro Moda Canossa a Trento, Itàlia.

## Parella
A finals de 2020 va fer pública la relació amb la seva parella, també youtuber i instagramer, Ruby Lyn, nascuda a Toronto, Canadà (març 27, 2000). Ruby compta amb més de 150.000 seguidors al seu canal de YouTube i més de 415.000 seguidors a la plataforma d'Instagram. Es va fer famosa per divulgar el seu ampli contingut de moda que penja a les xarxes socials.